# Replugged Live
| Recensione | Giudizio |
| ---------- | -------- |
| AllMusic   |          |

Replugged Live è un doppio album dal vivo del gruppo musicale statunitense Tesla, pubblicato nel settembre 2001 dalla Sanctuary Records. È stato registrato durante il tour che ha sancito definitivamente la reunion del gruppo nel 2001. Le tracce da includere nei due dischi vennero scelte direttamente dai fan attraverso il sito ufficiale dei Tesla.
L'album è stato pubblicato anche in formato disco singolo sotto il titolo Standing Room Only il 5 marzo 2002.

## Tracce
CD 1
1. Cumin' Atcha Live – 6:58 (Jeff Keith, Frank Hannon, Brian Wheat)
2. EZ Come EZ Go – 3:44 (Keith, Hannon, Wheat, Tommy Skeoch, Troy Luccketta)
3. Hang Tough – 4:49 (Keith, Hannon, Wheat, Skeoch, Luccketta)
4. Gettin' Better – 3:56 (Keith, Hannon)
5. The Way It Is – 6:17 (Keith, Hannon, Skeoch, Luccketta)
6. Song & Emotion – 6:35 (Keith, Hannon, Skeoch, Michael Barbiero)
7. Changes – 5:06 (Keith, Hannon, Wheat, Skeoch, Luccketta)
8. Call It What You Want – 4:33 (Keith, Wheat, Barbiero)
9. Lazy Days, Crazy Nights – 4:27 (Keith, Skeoch)
10. We're No Good Together – 5:54 (Keith, Hannon, Luccketta)

CD 2
1. Heaven's Trail (No Way Out) – 5:28 (Keith, Skeoch)
2. Mama's Fool – 7:02 (Keith, Hannon)
3. Freedom Slaves – 7:39 (Keith, Wheat)
4. Signs – 4:09 (Les Emmerson)
5. Little Suzi – 4:08 (Jim Diamond, Tony Hymas)
6. What You Give – 7:07 (Keith, Hannon)
7. Summer's Day – 3:01
8. Love Song – 6:57 (Keith, Hannon)
9. Edison's Medicine – 5:13 (Keith, Hannon, Wheat, Skeoch, Barbiero)
10. Modern Day Cowboy – 6:26 (Keith, Hannon, Skeoch)

Standing Room Only
1. Cumin' Atcha Live – 6:58 (Keith, Hannon, Wheat)
2. Hang Tough – 4:49 (Keith, Hannon, Wheat, Skeoch, Luccketta)
3. Gettin' Better – 3:56 (Keith, Hannon)
4. The Way It Is – 6:17 (Keith, Hannon, Skeoch, Luccketta)
5. Song & Emotion – 6:35 (Keith, Hannon, Skeoch, Barbiero)
6. Heaven's Trail (No Way Out) – 5:28 (Keith, Skeoch)
7. Mama's Fool – 7:02 (Keith, Hannon)
8. Freedom Slaves – 7:39 (Keith, Wheat)
9. Signs – 4:09 (Emmerson)
10. Little Suzi – 4:08 (Diamond, Hymas)
11. What You Give – 7:07 (Keith, Hannon)
12. Love Song – 6:57 (Keith, Hannon)
13. Modern Day Cowboy – 6:26 (Keith, Hannon, Skeoch)

## Formazione
- Jeff Keith – voce
- Frank Hannon – chitarre, tastiere, cori
- Tommy Skeoch – chitarre, cori
- Brian Wheat – basso, cori
- Troy Luccketta – batteria